# Kleine Goote

De wijk in de gemeente Brielle

Kleine Goote is een woonwijk in het Zuid-Hollandse Brielle. De wijk is gebouwd in verschillende fases. De laatste fase is voltooid in de jaren 80 van de 20e eeuw. De wijk is vernoemd naar het watertje Kleine Goote dat later Spui genoemd werd en de oostelijke begrenzing van de wijk vormt. 
Ten noorden van Kleine Goote bevindt zich de wijk Ommeloop. Aan de westzijde liggen het industriegebied Het Woudt en de wijk Zuurland. Het winkelcentrum van Zuurland bedient ook de inwoners van de Kleine Goote. Ook gaan de meeste basisschoolleerlingen naar de school in Zuurland.
De wijk heeft ca. 1770 inwoners. De oppervlakte van de wijk bedraagt 21 hectare.